# Девичья могила
Де́вичья моги́ла — высокий курган в Болгарии, в долине Бебровки, в 27 км от города Елена. В начале декабря 1877 г. турецкая бригада заняла позицию у Девичьей могилы и сильно укрепила её. Неприятель, по-видимому, собирался зимовать здесь, так как приступил к постройке теплых помещений, устроил телеграф, хлебопекарню и прочее. 25 декабря русский отряд под начальством полковника Красовского атаковал передовые позиции неприятеля и, овладев ими после упорного боя, приблизился к Девичьей могиле, которую предполагалось штурмовать на следующий день. Турки, не дожидаясь нападения, ночью отступили.